# Cung thể thao Tiên Sơn
Cung thể thao Tiên Sơn (còn được biết đến là Cung thể thao Tuyên Sơn hay Nhà thi đấu Thể dục Thể thao Đà Nẵng) là một nhà thi đấu đặt tại quận Hải Châu, thành phố Đà Nẵng, Việt Nam. Công trình được xây dựng từ 14 tháng 7 năm 2009 với kinh phí 42 triệu USD. Nó được khánh thành vào 25 tháng 12 năm 2010 để phục vụ Đại hội Thể dục Thể thao toàn quốc lần VI tại Đà Nẵng. Cung có sức chứa 6.500 chỗ ngồi và có thể mở rộng lên tối đa 7.200 chỗ ngồi. Cung được cải tạo với kinh phí 80 tỷ đồng từ tháng 11 năm 2016 tới tháng 7 năm 2017 để phục vụ cho các sự kiện của APEC Việt Nam 2017.

## Kiến trúc
Cung có thiết kế hình dáng giống một đĩa bay, gồm 2 tầng hầm và 4 tầng nổi với diện tích nhà thi đấu là 10.482m².

## Sử dụng
Nhà thi đấu này được sử dụng phục vụ cho các hoạt động trong khuôn khổ Đại hội Thể dục Thể thao toàn quốc lần VI vào năm 2010. Sau đó, cung là nơi tổ chức của nhiều sự kiện văn hóa, thể thao như cuộc thi Hoa hậu Việt Nam 2012, Robocon Đà Nẵng 2013, Giải vô địch thế giới Liên Quân Mobile 2019, yến tiệc Hội nghị thượng đỉnh các CEO trong khuôn khổ APEC Việt Nam 2017 và các cuộc thi thể thao lớn nhỏ khác. Đặc biệt trong tháng 8 năm 2020, nhà thi đấu này được chọn làm bệnh viện dã chiến để phục vụ công tác phòng chống dịch COVID-19.